# Сквирский, Владимир Ильич
Владимир Ильич Сквирский (9 октября 1930, Москва — 11 марта 1993, Москва) — российский диссидент, политзаключённый, геолог, лесопатолог. Лидер Свободного межпрофессионального объединения трудящихся (СМОТ).

## Биография
Родился 9 октября 1930 года в Москве.
Закончил географический факультет Московского государственного педагогического института им. В. И. Ленина, а также Высшие лесные курсы.
Впервые Владимир Сквирский был арестован в октябре 1978 года, сразу после создания Свободного межпрофессионального объединения трудящихся (СМОТ), одним из основателей которого он являлся. Сквирскому было предъявлено обвинение в «краже книг из библиотеки». Суд состоялся в Москве в мае 1979 года. Невзирая на то, что адвокат Генрих Падва убедительно доказал несостоятельность обвинения, Сквирского приговорили к пяти годам ссылки.
Второй раз Сквирский был арестован в ссылке в Казахстане по обвинению в «краже угля» для отопления. Во время обыска у него были изъяты материалы СМОТ. Сквирского приговорили к 1,5 годам колонии общего режима.
В колонии в городе Жанатас в конце 1982 года ему предъявили обвинение по ст. 170-1 УК КазССР. На суде свидетели из числа заключенных дали показания о том, что Сквирский отрицательно отзывался о советской экономике, о положении заключенных, а также критически оценивал советских руководителей. Сквирский был приговорен к 3 годам лишения свободы. В Москву вернулся в 1987 году.
После освобождения участвовал в независимом профсоюзном движении. В 1987—1988 годах был участником неофициального семинара «Демократия и гуманизм», на основе которого возникла партия Демократический союз. Входил в редколлегию самиздатского журнала «Поединок».
Умер 11 марта 1993 года в Москве при весьма странных обстоятельствах.

## Цитаты
- «…каждый, выступавший и выступающий против диссидентского движения со стороны, будет навеки проклят. Самой колоритной фигурой в Движении был геолог Владимир Сквирский, или Дед (из-за бороды, а не из-за старости). Он ходил в народ, когда был на маршруте, „мутил“ этот народ, пытался создать рабочее движение. То есть был явно ближе к революционерам, чем к диссидентам. Дед и завещал нам то дело, которым наша банда „разбойников“ занялась после его ареста»[7] — Валерия Новодворская, 1993.